# 艾力克斯·艾維拉
亞歷山大·湯瑪斯·艾維拉（英語：Alexander Thomas Avila, 1987年1月29日—），為美國職棒大聯盟的捕手，目前效力於華盛頓國民。他先前曾待過老虎、白襪、小熊、響尾蛇與雙城等隊。2009年大聯盟選秀，於第五輪被老虎隊選走。其父親為老虎隊前總教練Al Avila。

## 職業生涯

### 底特律老虎

#### 2009年
8月6日，艾維拉初登大聯盟，他面對金鶯隊擊出2安，1打點1得分。8月7日，他面對雙城隊投手Anthony Swarzak就擊出大聯盟首轟。該季他只出賽29場，打擊率2成75，5轟14分打點。

#### 2010年
該年開幕戰，艾維拉擠進先發名單。當時他被評為老虎隊中新秀排行第6名。2010年6月2日，阿曼多·賈拉拉加投出了一場準完全比賽，艾維拉澤是那場比賽的捕手。該季他打擊率2成28，7轟。

#### 2011年
該年球季，艾維拉站穩了先發捕手的位置。他在明星賽票選打敗了洋基隊捕手羅素·馬丁，成為了該年明星賽的先發捕手。2011年5月7日，他接捕了賈斯丁·韋蘭德的無安打比賽。該季他打擊率2成95，19轟82分打點。
艾維拉也在該年拿下銀棒獎，成為老虎隊史上第10為達成此成就的捕手。

#### 2012年
該年球季，他打擊率下降至2成43，9轟48分打點。雖然他阻殺的跑者數為美聯第一，但是捕逸次數也是美聯第一。

#### 2013年
該年艾維拉不僅長時間進傷兵，打擊更是陷入低潮。6月底前，他的打擊率僅1成72。
不過到了下半季，他逐漸找回手感。下半季打擊率2成81，9月的打擊率更是高達3成43。7月30日，他面對國民隊王牌投手史蒂芬·史崔斯伯格擊出生涯首支滿貫砲。8月5日面對印地安人隊，他在9局上擊出超前3分砲。9月15日，他面對皇家隊達成單場雙響。該季他打擊率為2成27，11轟47分打點。

#### 2014年
1月31日，他與老虎隊簽下1年415萬美元的合約。他的打擊率2成18為生涯新低，被三振151次也是生涯新高。不過他防守端倒是表現不錯，他出賽122場只有3次捕逸，他最後還進入該年金手套的最終決選名單。
球季結束後，球隊再與他簽下1年540萬美元的合約。

#### 2015年
該年艾維拉再度陷入低潮，打擊率僅1成91，4轟13分打點。他的先發位置也被James McCann取代。後來他又因膝蓋受傷，出賽次數大幅減少。球季結束後，他成為自由球員，老虎隊總教練Al Avila，同時也是他的父親，決定不與他兒子續約。

### 芝加哥白襪
2015年11月25日，艾維拉與白襪隊簽下了一年250萬美元的合約。2016年球季，他因傷只出賽了57場，打擊率2成13，7轟。他面對右投的三振率高達37.9%，為全大聯盟最高。

### 重回底特律
2016年12月23日，艾維拉與底特律老虎簽下了一年2百萬美元的合約。

### 芝加哥小熊
2017年7月31日，艾維拉與另一名投手賈斯汀·威爾森一同被交易至小熊隊，換來了Jeimer Candelario、Isaac Paredes和一名日後指定球員。
合計他2017年共出賽117場，打擊率2成64，14轟49分打點。

### 亞利桑那響尾蛇
2018年1月31日，艾維拉與響尾蛇隊簽下了2年合約。然而他2018年球季面對右投的三振率還是大聯盟最高，為39.5%。

### 明尼蘇達雙城
2019年12月5日，艾維拉與雙城隊簽下1年425萬美元的合約。

### 華盛頓國民
2021年1月28日，艾維拉與國民隊簽下1年150萬合約。

## 個人生活
他的表弟Nick Avila於2011年大聯盟選秀會上第37輪被老虎隊選走，而Nick目前則是在小聯盟任教。
艾維拉的弟弟Alan在2008年大聯盟選秀會上第47輪被老虎隊選走。但是他並未與球隊簽約，後來也沒有繼續他的球員生涯。

## 外部連結
- 球員資訊和成績在MLB ，ESPN ，Retrosheet ，Baseball Reference ，Baseball Reference (Minors) ，Fangraphs ，The Baseball Cube （英文）